# Нева
Нева́ — река в России, протекающая по территории Ленинградской области и Санкт-Петербурга, соединяющая Ладожское озеро с Невской губой Финского залива Балтийского моря.
Длина — 74 км, площадь бассейна — 281 тысяча км². Нева — это единственная река, вытекающая из Ладожского озера. На берегах Невы, помимо Санкт-Петербурга, расположены ещё три города: Шлиссельбург, Кировск, Отрадное и несколько десятков других населённых пунктов. Судоходна на всём протяжении, является частью Волго-Балтийского водного пути и Беломорско-Балтийского канала.

## Происхождение названия
Существует несколько версий этимологии названия реки, финская, шведская и праиндоевропейская:
- фин. Nevajoki «река Нева», Nevajärvi [озеро в Финляндии] ← neva «открытое безлесное болото». Этот географический термин сохранился в современном финском и не имеет аналогов в других финно-угорских языках, что свидетельствует о собственно финском происхождении, которое неясно;
- старо-швед. Ny(en) «Нева» ← швед. ny «новый». Такое же название Нева носила в средненижненемецком — официальном языке Ганзейского торгового союза.
- пра-и.е. *newā «новая». Происхождение его связывается с индоевропейскими племенами Восточной Прибалтики и Приневья (культура боевых топоров), населявшими его в бронзовом веке, когда произошло образование реки.

Финская версия указана как единственная в словаре М. Фасмера, считавшего шведское название реки заимствованием из финского языка, переосмысленным народной этимологией. На современном этапе ряд исследователей до сих пор придерживается финской гипотезы, пытаясь связать этимологию этого слова, в частности, с саамск. *ńëvē «маленький, быстрый», происхождение которого столь же неясно.
Учитывая проблемность финской этимологии, развитие шведской гипотезы предложил историк Вяч. С. Кулешов, выводы которого были поддержаны археологом Д. А. Мачинским, финно-угроведами Е. А. Хелимским, Ю. Яхуненом и В. В. Напольских.
По мнению Кулешова, гидроним Нева восходит к пра-и.е. *newā «новая». Происхождение его связывается с индоевропейскими племенами Восточной Прибалтики, родственными более поздним германцам. Значение «новая» связано с особенностями появления реки: видимо, эти древнейшие индоевропейские обитатели региона стали свидетелями прорыва вод Ладожского озера в Финский залив, поэтому и назвали образовавшуюся реку «новой». Когда в регион с востока пришли прибалтийско-финские народы, они заимствовали индоевропейское название реки, которое со временем стало в финском языке нарицательным. Славянское население заимствовало название Нева, в свою очередь, из приб.-фин. Neva(-joki). Шведское название реки, таким образом, сохранило непрерывную преемственность с бронзового века и свой изначальный смысл.
В древнерусской традиции название Нева к реке впервые применяет «Повесть о житии Александра Невского» (XIII век). До этого название др.-рус. Нево применялось к Ладожскому озеру.

## Физико-географическая характеристика

### История формирования дельты
В палеозое 300—400 млн лет назад вся территория современной дельты реки Невы была покрыта морем. Осадочные отложения того времени — песчаники, пески, глины, известняки — покрывают мощной толщей (свыше 200 м) кристаллический фундамент, состоящий из гранитов, гнейсов и диабазов. Современный рельеф образовался в результате деятельности ледникового покрова (последнее, Валдайское оледенение закончилось около 12 тыс. лет назад). После отступания ледника образовалось Литориновое море, уровень которого был на 7—9 м выше современного уровня Балтийского моря. По Приневской низменности с востока на запад примерно по современному руслу реки Невы протекала река Тосна, впадавшая в залив Литоринового моря. На севере Карельского перешейка Литориновое море соединялось широким проливом с Ладожским озером. Река Мга в то время текла на восток и впадала в Ладожское озеро в районе современного истока Невы; её бассейн был отделён водоразделом от бассейна Тосны.
В районе Ладожского озера суша поднималась быстрее, и озеро со временем превратилось в замкнутый водоём. Уровень воды в нём стал подниматься, и когда он превысил уровень водораздела, озёрные воды, затопив долину реки Мги, прорвались в долину реки Тосны. В месте прорыва образовались пороги — нынешние Ивановские пороги на реке Неве. Таким образом, 4 тыс. лет назад возник пролив между Ладожским озером и Финским заливом, ставший долиной реки Невы, а реки Тосна и Мга стали её притоками.
Долина Невы сложена озёрно-ледниковыми и постледниковыми отложениями. Последние 2,5 тыс. лет рельеф почти не менялся. В это время сформировалась дельта Невы, которая фактически является псевдодельтой, так как по очертаниям она похожа на дельту, но образована не аккумуляцией речного материала, а врезанием в ранее сформировавшиеся морские и озёрно-морские отложения.

### Рельеф и гидрография реки

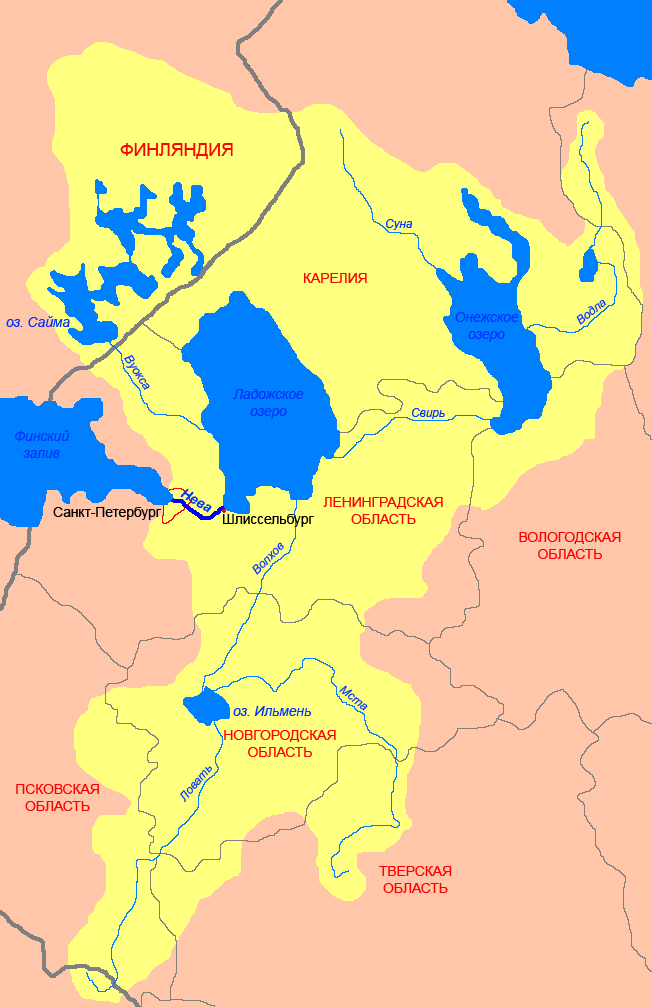
Бассейн реки Невы

Вытекает из Шлиссельбургской губы Ладожского озера, протекает по Приневской низине, впадает в Финский залив (Балтийское море). Её длина от истока до устья при впадении Большой Невы в Невскую губу у Невских ворот Санкт-Петербургского торгового порта — 74 км. Расстояние от истока до устья Невы по прямой — 45 км.
Протекая по равнинной Невской низменности, Нева имеет невысокие берега, почти на всём протяжении круто обрывающиеся к воде, в среднем около 3—6 метров, в устье — 2—3 метра. Имеются три крутых поворота русла реки: у Ивановских порогов, у Невского лесопарка и Усть-Славянки (так называемое Кривое Колено) и у Смольного ниже устья реки Охты. Средний многолетний уровень падения реки 4,27 метра. В одном месте река пересекает моренную гряду и образует Ивановские пороги. Здесь, напротив мыса Святки у начала порогов находится самое узкое место реки (210 м). Средняя скорость течения воды в стрежне Невы около 0,8—1,1 метра в секунду. В результате дноуглубительных и очистительных работ в 1973—1978 годах была срезана каменная мель. В результате судовой ход в районе порогов расширился с 85 до 160 метров, и тем самым удалось обеспечить двухстороннее движение судов.
Нева — широкая и глубокая река. Средняя ширина 400—600 м. Самые широкие места (1000—1250 м) — в дельте у Невских ворот Морского торгового порта в так называемой воронке рукава Большая Нева, у окончания Ивановских порогов при впадении реки Тосны и у острова Фабричный вблизи истока. Средняя глубина 8—11 м; наибольшая глубина (24 м) — выше Литейного моста в Смольнинской излучине у правого берега, напротив Арсенальной улицы, наименьшая (4,0—4,5 м) — в Ивановских порогах.
Через Неву в Финский залив поступает вода с площади бассейна Ладожского озера. Площадь собственного бассейна Невы составляет 5 тыс. км², а включая бассейн Ладожского озера — 281 тыс. км². На этой территории осадки значительно превышают испарение: на него идёт лишь 37,7 %, а на суммарный сток реки — 62,3 %.
При своей относительно небольшой длине, Нева занимает 6—7 место среди рек Европы по среднегодовому стоку.
| Название реки  | Среднегодовой расход воды — в районе устья | Площадь водосборного бассейна | Длина   |
| -------------- | ------------------------------------------ | ----------------------------- | ------- |
| Волга          | 7710 м³/с                                  | 1 360 000 км²                 | 3530 км |
| Дунай          | 6550 м³/с                                  | 801 463 км²                   | 2860 км |
| Печора         | 4140 м³/с                                  | 322 000 км²                   | 1800 км |
| Кама           | 4100 м³/с                                  | 507 000 км²                   | 1805 км |
| Северная Двина | 3490 м³/с                                  | 360 000 км²                   | 744 км  |
| Нева           | 2500 м³/с                                  | 281 000 км²                   | 74 км   |
| Рейн           | 2500 м³/с                                  | 224 400 км²                   | 1320 км |

 За период наблюдения с 1859 года наибольшая водность наблюдалась в 1924 году (116 км³), наименьшая — в 1900 году (40,2 км³). Средний многолетний годовой расход воды в Неве — 78,9 км³ (в среднем 2500 м³/с).
Из-за равномерного стока воды из Ладожского озера у Невы в течение всего года не бывает весеннего подъёма воды и паводков. Замерзает Нева на всём протяжении. Средние сроки замерзания Невы — первая декада декабря, а вскрытия — первая декада апреля. Толщина льда 0,3—0,4 м в черте Санкт-Петербурга, и 0,5—0,6 м за его пределами. В верхнем течении Невы зимой иногда возникают зажоры и заторы льда, из-за этого выше по течению происходят наводнения. Из общего объёма льда Ладожского озера (10,6 км³) в Неву выносится не более 5 %. Средняя температура воды летом 17—20 °C, купальный сезон длится около 1,5 месяцев. Вода в Неве пресная (средняя минерализация 61,3 мг/л), гидрокарбонатно-кальциевая 7 мг/л, средняя мутность.
| Показатель              | Янв. | Фев. | Март | Апр. | Май  | Июнь | Июль | Авг. | Сен. | Окт. | Нояб. | Дек. | Год  |
| ----------------------- | ---- | ---- | ---- | ---- | ---- | ---- | ---- | ---- | ---- | ---- | ----- | ---- | ---- |
| Абсолютный максимум, °C | 0,6  | 0,6  | 2,4  | 8,9  | 16,4 | 23,1 | 24,2 | 25,0 | 19,4 | 13,3 | 6,7   | 4,6  | 25,0 |
| Средняя температура, °C | 0,0  | 0,0  | 0,1  | 1,7  | 7,9  | 14,5 | 18,0 | 17,4 | 12,9 | 7,4  | 2,1   | 0,3  | 6,9  |
| Абсолютный минимум, °C  | 0,0  | 0,0  | 0,0  | 0,0  | 0,3  | 5,7  | 13,3 | 12,9 | 6,2  | 0,2  | 0,0   | 0,0  | 0,0  |

| Величина                  | С апреля по июнь | С июля по сентябрь | С октября по ноябрь | С декабря по март | Всего за год |
| ------------------------- | ---------------- | ------------------ | ------------------- | ----------------- | ------------ |
| Сток воды, км³            | 22,7 (28,5 %)    | 23,5 (29,4 %)      | 14,1 (17,7 %)       | 19,4 (24,4 %)     | 79,7         |
| Взвешенные наносы, тыс. т | 162 (31,7 %)     | 136 (26,7 %)       | 143 (28,0 %)        | 69 (13,6 %)       | 510          |
| Донные наносы, тыс. т     | 26,5 (40,8 %)    | 15,8 (24,3 %)      | 21,3 (32,7 %)       | 1,4 (2,2 %)       | 65,0         |
| Ионный сток, тыс. т       | 735 (25,6 %)     | 729 (25,4 %)       | 712 (24,8 %)        | 694 (24,2 %)      | 2870         |
| Тепловой сток, 1015 ккал  | 168 (28,4 %)     | 359 (60,7 %)       | 63 (10,7 %)         | 1 (0,2 %)         | 591          |
| Сток льда, км³            | 0,57 (81,4 %)    | —                  | 0,13 (18,6 %)       | —                 | 0,7          |

|                                               |                         |                                      |                                     |                                 |
| Вид на устье Староладожского канала и на Неву | Нева в устье реки Ижоры | Нева в районе Большеохтинского моста | Вид на реку Нева с Дворцового моста | Излучина Невы с борта вертолёта |

### Бассейн Невы, рукава, притоки

Бассейн реки Невы (оранжевый)

Площадь бассейна собственно Невы — около 5 тыс. км² (включая бассейны Ладожского, Онежского озёр — 281 тыс. км²). Бассейн отличается наличием многочисленных озёр, сложным устройством гидрологической сети, частичной зарегулированностью стока озёрами и водохранилищами. В бассейне Невы более 48,3 тыс. рек и около 26,3 тыс. озёр. Непосредственно в Неву впадает 26 рек и речек. Основные притоки: слева — Мга, Тосна, Ижора, Славянка, Мурзинка, справа — Охта, Чёрная речка.
За время существования Санкт-Петербурга гидрологическая сеть города претерпела существенные изменения. Строительство города в низком болотистом месте потребовало сооружения каналов и прудов для осушения. Вынутая при этом земля использовалась для повышения поверхности. В конце XIX века дельта Невы состояла из 48 рек и каналов, образующих 101 остров. С течением времени по мере строительства города многие водоёмы теряли своё первоначальное значение, загрязнялись и засыпались. В XX веке в результате засыпки каналов, проток и рукавов число островов сократилось до 42.
Наиболее значительны рукава дельты: Большая и Малая Нева, Большая, Средняя и Малая Невки, Фонтанка, Мойка, Екатерингофка, Крестовка, Карповка, Ждановка, Смоленка, Пряжка, Кронверкский пролив; каналы — Морской канал, Обводный канал, канал Грибоедова, Крюков канал. До постройки Обводного канала левым притоком Невы была река Волковка, её участок при впадении теперь носит название реки Монастырки. У истоков из Невы начинаются Староладожский и Новоладожский каналы. Они соединяют Неву вдоль южного берега Ладожского озера с Волховом.
| Название         | Участок                                    | Длина, км |
| ---------------- | ------------------------------------------ | --------- |
| Большая Нева     | от Дворцового до Благовещенского моста     | 1,22      |
| Большая Нева     | от Благовещенского моста до устья Фонтанки | 2,40      |
| Малая Нева       |                                            | 4,85      |
| Екатерингофка    |                                            | 3,60      |
| Ждановка         |                                            | 2,20      |
| Смоленка         |                                            | 3,30      |
| Большая Невка    | от Невы до Малой Невки                     | 3,70      |
| Большая Невка    | от Малой до Средней Невки                  | 2,05      |
| Большая Невка    | от Средней Невки до Невской губы           | 2,15      |
| Средняя Невка    |                                            | 2,60      |
| Малая Невка      |                                            | 4,90      |
| Карповка         |                                            | 3,00      |
| Крестовка        |                                            | 0,74      |
| Фонтанка         |                                            | 6,70      |
| Мойка            |                                            | 4,67      |
| канал Грибоедова |                                            | 5,00      |
| Пряжка           |                                            | 1,32      |
| Крюков канал     |                                            | 1,15      |
| Обводный канал   |                                            | 8,08      |

### Острова
Город Санкт-Петербург располагается на островах дельты Невы, по состоянию на 1972 год их было 42.
Крупнейшие острова:
- Безымянный (1630 га);
- Васильевский (1050 га);
- Петроградский (635 га);
- Крестовский (420 га);
- Декабристов (410 га).

Также широко известны Заячий, Елагин и Каменный острова.
У истоков Невы около Шлиссельбурга есть два небольших острова: Ореховый (находится в са́мом истоке Невы; на этом острове находится крепость Орешек) и Фабричный. Ещё один остров есть выше Отрадного вверх по Неве — остров Главрыба.

### Почвы, флора и фауна
По берегам Невы преобладают супесчаные на озёрно-ледниковых супесях, песках и суглинках среднеподзолистые в сочетании с торфяно-подзолисто-глеевыми и болотными торфяными почвами.
В Неве почти отсутствует водная растительность, лишь в некоторых местах у самого берега тянется узкая полоса водолюбивых растений. Несколько веков назад вся территория Невской низменности была покрыта сосновыми и еловыми зеленомоховыми лесами. Затем в результате систематических пожаров и хозяйственной вырубки их площадь сильно сократилась. Большой ущерб был нанесён лесам в годы Великой Отечественной войны. На территории Санкт-Петербурга леса сведены полностью, а в верховьях Невы до 40—50 %. В результате интенсивной хозяйственной деятельности естественный ландшафт повсеместно уступил место культурному. Сейчас в верховьях реки преобладают берёзовые и сосново-берёзовые травянисто-кустарниковые леса, в среднем течении — сосновые долгомошные и сфагновые заболоченные леса, на территории Санкт-Петербурга — исключительно антропогенные ландшафты.
По правому берегу Невы выше Санкт-Петербурга после Великой Отечественной войны на месте усадьбы XIX века был разбит Невский парклесхоз. За годы войны погибло около девяти десятых основных лесных богатств лесопарка. За первые послевоенные десять лет посадки были произведены на площади 53 гектара. Высаживались ель, сосна, сибирский кедр, пихта, лиственница сибирская, дуб, липа, клён остролистный, вяз, ясень американский, яблоня, рябина и другие породы деревьев. Почти два десятка пород деревьев, два с половиной десятка пород кустарников. Среди кустарников можно назвать барбарис, сирень венгерскую, жасмин, лещину, жимолость татарскую, боярышник, шиповник, калину, можжевельник, бузину, иргу, и многие другие. Сейчас площадь Невского лесопарка — 600 гектаров. В лесопарке благоустроенных дорог и дорожек — около 20 км.
На территории Санкт-Петербурга вдоль Невы расположено большое количество садов и парков: Сад Спартак, Сад Куракина дача, Парк культуры и отдыха имени Бабушкина, Заневский парк, Сад Александро-Невской Лавры, Малоохтинский сквер, Сад Смольного, Сад собора Смольного монастыря, Таврический сад, Летний сад, Марсово поле, Александровский сад, Румянцевский сад.
Из-за быстрого течения, холодной воды, отсутствия тихих заводей и водной растительности в Неве видовое разнообразие небольшое. Постоянные обитатели Невы (судак, уклейка, окунь, ёрш, плотва и другие) нетребовательны к условиям внешней среды. В Неве преобладают проходные рыбы, из которых промысловое значение имеют корюшка, ряпушка, минога, отчасти лосось.

### Наводнения
Часты опасные и катастрофические наводнения в результате нагона воды из Финского залива. Юго-западные и западные ветры приводят к нагону воды в Финский залив и подъёму её уровня в низовьях Невы, что вызывает наводнения. Наводнения фиксируются при подъёме воды более чем на 160 см над нулём Кронштадтского футштока или выше 150 см над ординаром у Горного института. Наводнения с подъёмом воды до 210 см считаются опасными, до 299 см — особо опасными, свыше 300 см — катастрофическими. Вода в Неве поднимается почти ежегодно, чаще всего осенью. В истории города были катастрофические наводнения: 7 (19) ноября 1824 года произошло самое сильное в истории Санкт-Петербурга наводнение (описано А. С. Пушкиным в поэме «Медный всадник»), когда вода поднялась на 421 см над ординаром. Крупнейшие наводнения также были: 23 сентября 1924 года (уровень воды составил 369 см), 10 (21) сентября 1777 года (321 см), 15 октября 1955 года (293 см), 29 сентября 1975 года (281 см).
Последнее опасное наводнение (вода поднялась до 187 см от Кронштадтского футштока) было 16 ноября 2010 года, очень опасное (220 см) — 10 января 2007 года. В августе 2011 года вступил в строй «Комплекс защитных сооружений Санкт-Петербурга от наводнений» в Невской губе Финского залива, предназначенный для защиты Санкт-Петербурга от ветровых нагонов вод. Впервые полностью он был задействован при наводнении 28 декабря 2011 года. Если бы дамбу не закрыли, то по прогнозам специалистов вода в Неве поднялась до отметки 281 см (было бы в пятёрке, по величине за всю историю наблюдений), под воду могла уйти пятая часть территории города, предотвращён ущерб, в случае наводнения, на сумму около 25 миллиардов рублей.

Наводнения на Неве
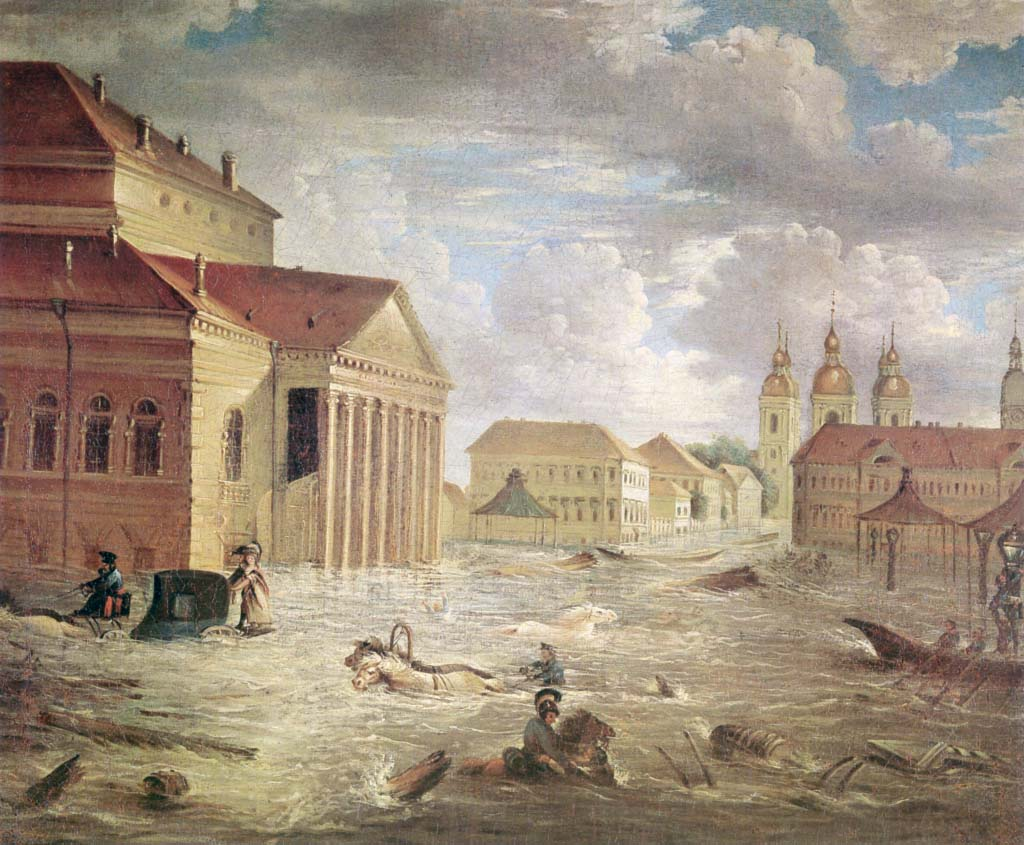
7 ноября 1824 года на площади у Большого театра
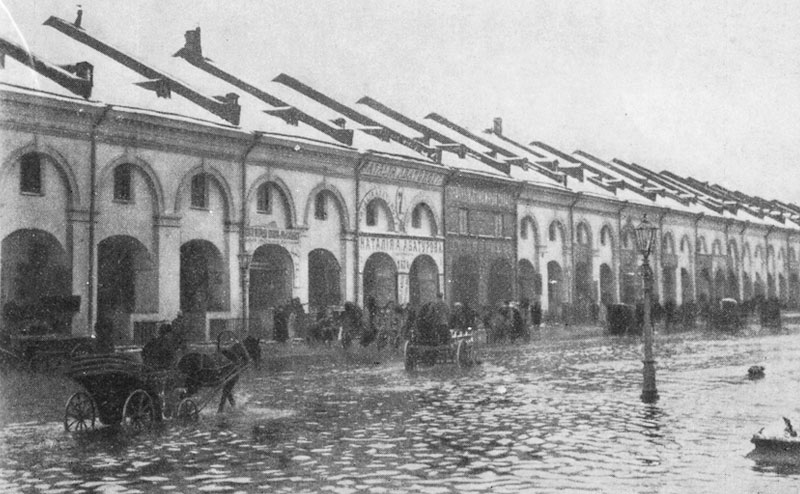
Садовая улица у бывшего Никольского рынка во время наводнения 25 ноября 1903 года
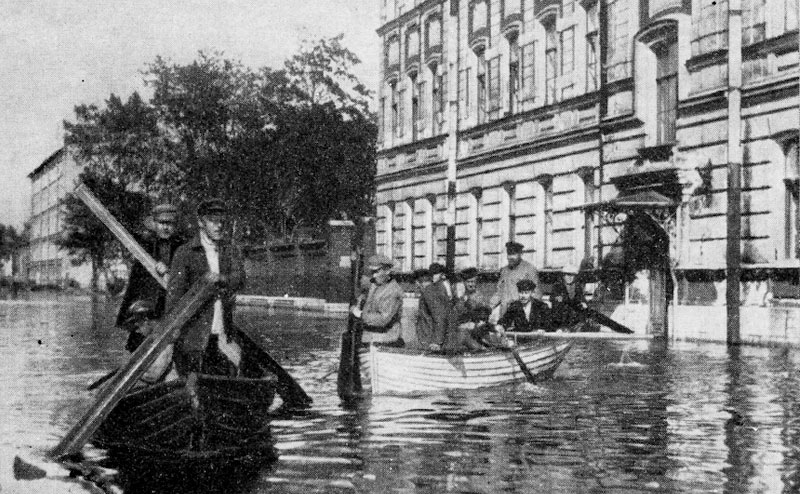
Передвижение на лодках по улицам Васильевского острова во время наводнения 23 сентября 1924 года
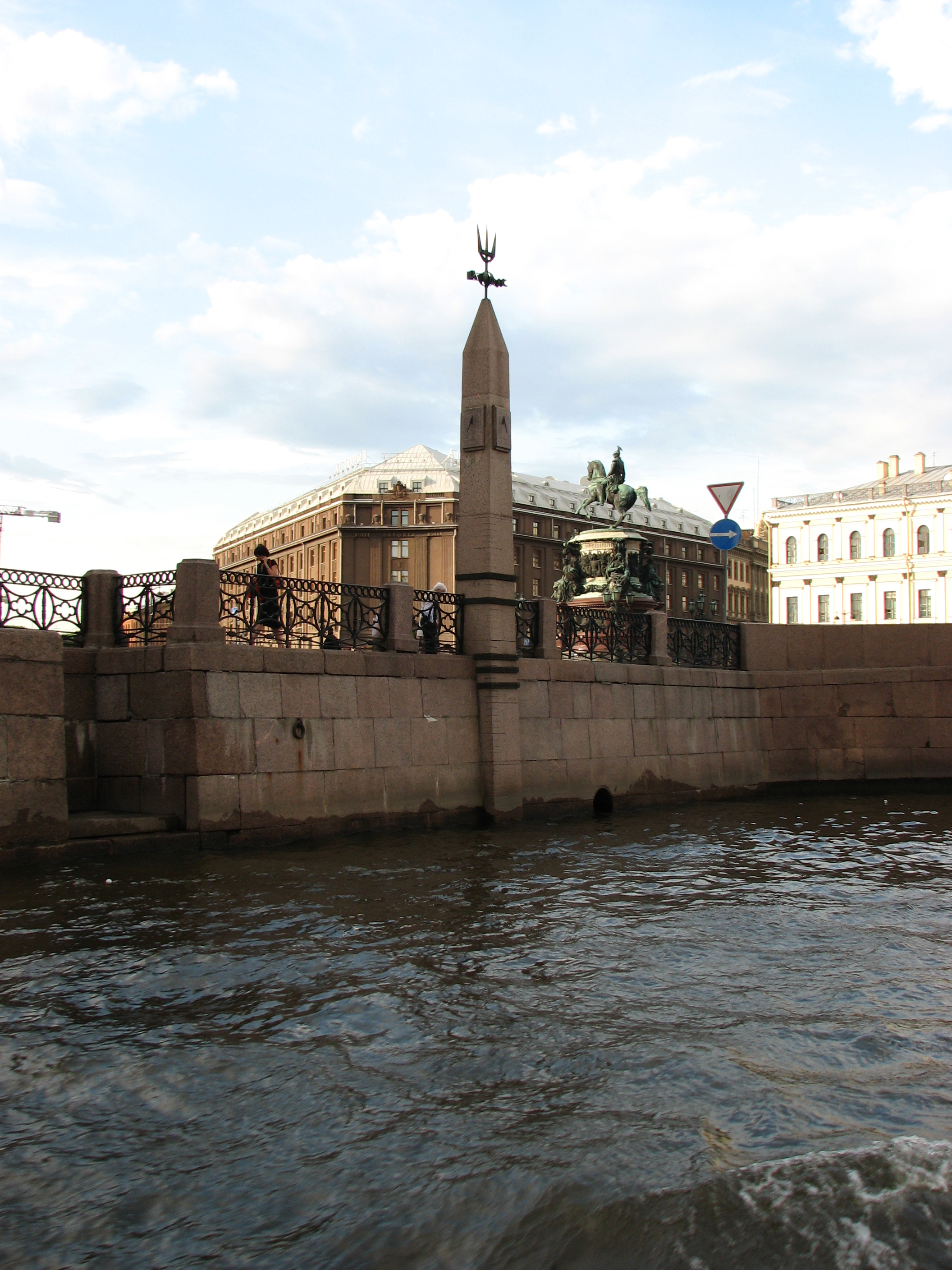
Гранитная стела с отметками самых сильных наводнений возле Исаакиевской площади

Кроме наводнений в результате нагонной волны в Санкт-Петербурге происходили паводковые наводнения, связанные с таянием снегов.
Уровень воды повышался в 1903, 1921 и 1956 годах.

### Экологическое состояние
Росгидромет РФ классифицирует Неву как «сильно загрязнённую», большую часть реки относят к третьему классу загрязнённости. Основные загрязняющие вещества: легкоокисляющиеся углеводороды (высокое значение БПК5(О2)), медь, цинк, марганец, нитритный азот. Наиболее грязные притоки Невы, имеющие 4А класс загрязнения — Мга, Славянка, Охта, Чёрная речка.
В пределах Санкт-Петербурга Нева загрязнена промышленными стоками, в реку сливают отходы сотни промышленных предприятий. По Неве активно транспортируются нефтепродукты. В реку ежегодно попадает более 80 тыс. тонн загрязняющих веществ. Вода из реки используется для водоснабжения и технических нужд. 73 % неочищенных загрязнений Санкт-Петербурга приходится на ГУП «Водоканал Санкт-Петербурга», 27 % — на промышленные предприятия. Среди последних, по официальной статистике, больше всего загрязняют реки ТЭЦ-2, «Пластполимер» и «Обуховский завод». Самыми крупными загрязнителями в Ленинградской области считаются города Шлиссельбург, Кировск, Отрадное, а также Кировская ГРЭС. Каждый год Петербургский Комитет по природопользованию фиксирует в акватории Невы, в среднем, более 40 разливов нефтепродуктов.
В 2013 году Роспотребнадзор Петербурга из 24 пляжей на территории города признал пригодными для купания только один.
Сточная вода в Петербурге начала очищаться с 1979 года. Крупнейшими канализационными очистными сооружениями Петербурга являются: Центральная станция аэрации, Северная станция аэрации, Юго-Западные очистные сооружения. В 1997 году очищалось около 74 % сточных вод, а в 2005 — уже 85 %. К концу 2008 года Петербург очищает 91,7 % сточных вод, а до 2011 года, с завершением строительства продолжения северной части главного канализационного коллектора будет очищать почти все 100 %.

## История

### До 1700 года
На территории Приневья найдено множество стоянок древних людей, насчитывающих до девяти тысячелетий. Человек начал осваивать эти места по пятам уходящего ледника и вслед за тем, как земли Приневья стали освобождаться от вод разливавшихся тут послеледниковых озёр и морей. На рубеже II—I тысячелетий до н. э. здесь появляются финно-угры — носители прибалтийско-финско-саамского праязыка, проникновение которых связывается с распространением археологической культуры ложнотекстильной керамики с Верхней Волги.
В VIII—IX веках берега Невы заселили восточные славяне (ильменские словене и кривичи). Здесь они занимались подсечно-огневым земледелием, скотоводством, охотой и рыбалкой. В VIII—XIII веках по Неве проходил водный путь «Из варяг в греки» из Скандинавии через Восточную Европу в Византию. В 856 году произошло нападение «варягов из заморья» свейского конунга Эйрика Эмундарсона, покорены и обложены данью ижора, ильменские словене, чудь, меря, весь, кривичи. Взят и разграблен город Старая Ладога. С IX века Приневье принадлежало Великому Новгороду и носила название Водская пятина, местность справа по течению Невы именовалась Карельской землёй, слева — Ижорской землёй. Первое упоминание Невы в Житии Александра Невского (XIII век):

И пришёл в Неву, опьяненный безумием, и отправил послов своих, возгордившись, в Новгород к князю Александру, говоря: «Если можешь, защищайся, ибо я уже здесь и разоряю землю твою».
Оригинальный текст (древнерусск.)И прииде в Неву, шатаяся безумиемь, и посла слы своя, загордѣвся, в Новъгородъ къ князю Александру, глаголя: «Аще можеши противитися мнѣ, то се есмь уже зде, плѣняя землю твою».

В этот период Новгородская республика постоянно вела войны со шведами. 15 июля 1240 года при впадении реки Ижоры в Неву состоялось сражение между новгородским ополчением под командованием князя Александра Ярославича и шведским войском. Напавший ночью на спящих шведов, Александр Ярославич за победу и личную храбрость в бою получил почётное прозвище «Невский».
В 1300 году шведами при впадении реки Охта в Неву была построена крепость Ландскрона, однако спустя год она была взята соединённой дружиной из новгородцев и местных карел и срыта до основания. На месте бывшей Ландскроны долгое время существовало «Невское устье» — новгородское торжище, то есть рынок. После заключения Ореховского мира со Швецией, в 1323 году новгородцы закладывают крепость Орешек на острове у истоков Невы. Местность возле крепости, на левом берегу Невы, была заселена почти одновременно с Орешком. Здесь был Спасо-Городецкий погост, или Спас-на-Неве, позднее превратившийся в посад. В XV веке Ижорская земля, в составе Новгородской республики была присоединена к себе Московским Великим княжеством.
В результате поражения в войне со Швецией по Столбовскому миру 1617 года земли по реке Неве вошли в состав Шведской Ингерманландии. Русская крепость Орешек была переименована в Нотебург (Ореховый город). Торговым и административным центром Шведской Ингрии с 1642 года стал город Ниен около крепости Ниеншанц. Из-за повинностей и начавшихся религиозных притеснений православное население покидало пределы шведской Ингрии. Уже к началу 1620-х годов опустело 60 % деревень. В опустошённой войной Ингерманландии шведы проводили активную переселенческую политику. Началось переселение на свободные земли крестьян с Карельского перешейка, из привыборгских уездов и провинции Саво.

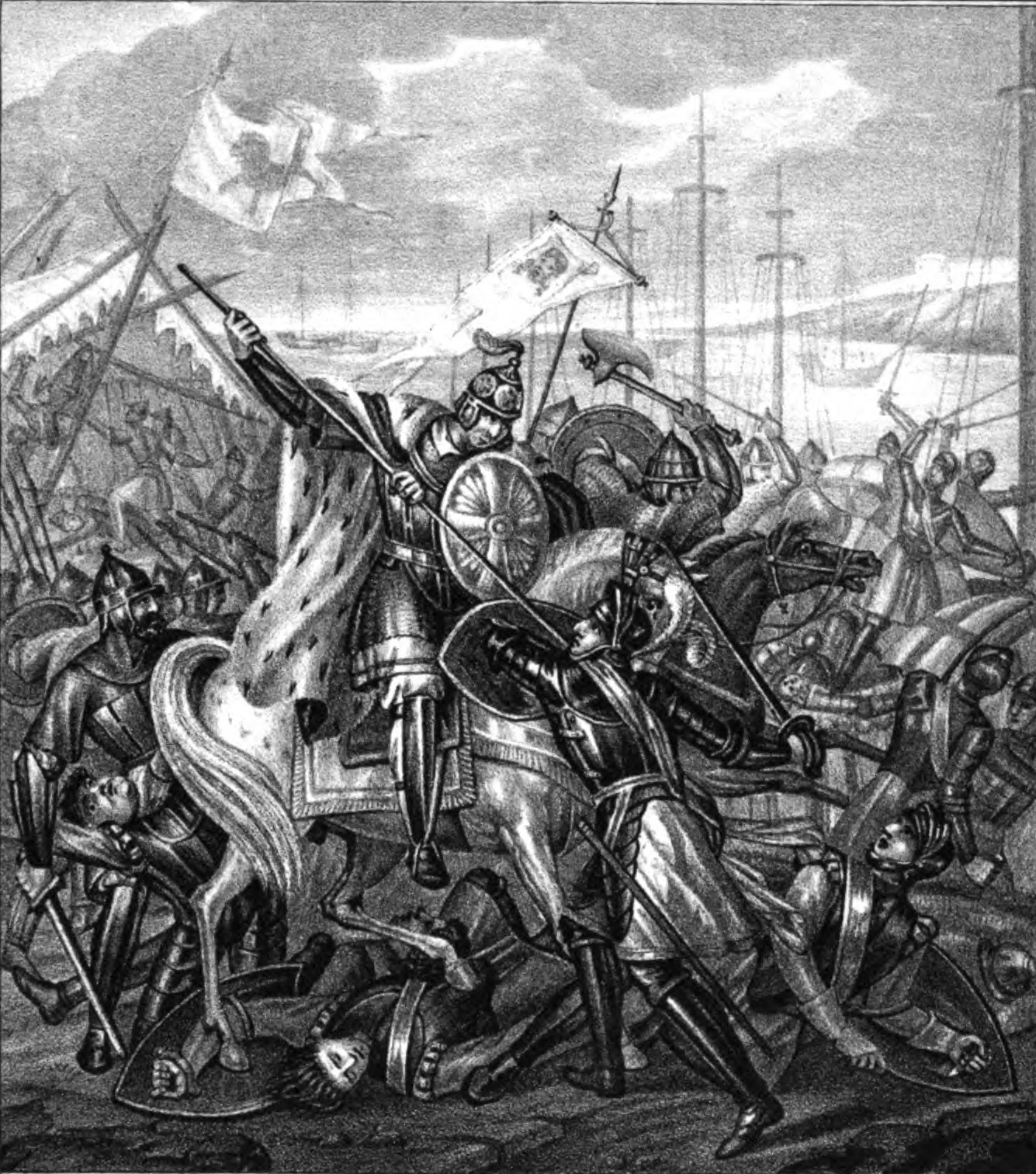
«Победа Александра Невского над шведами». Б. Чориков
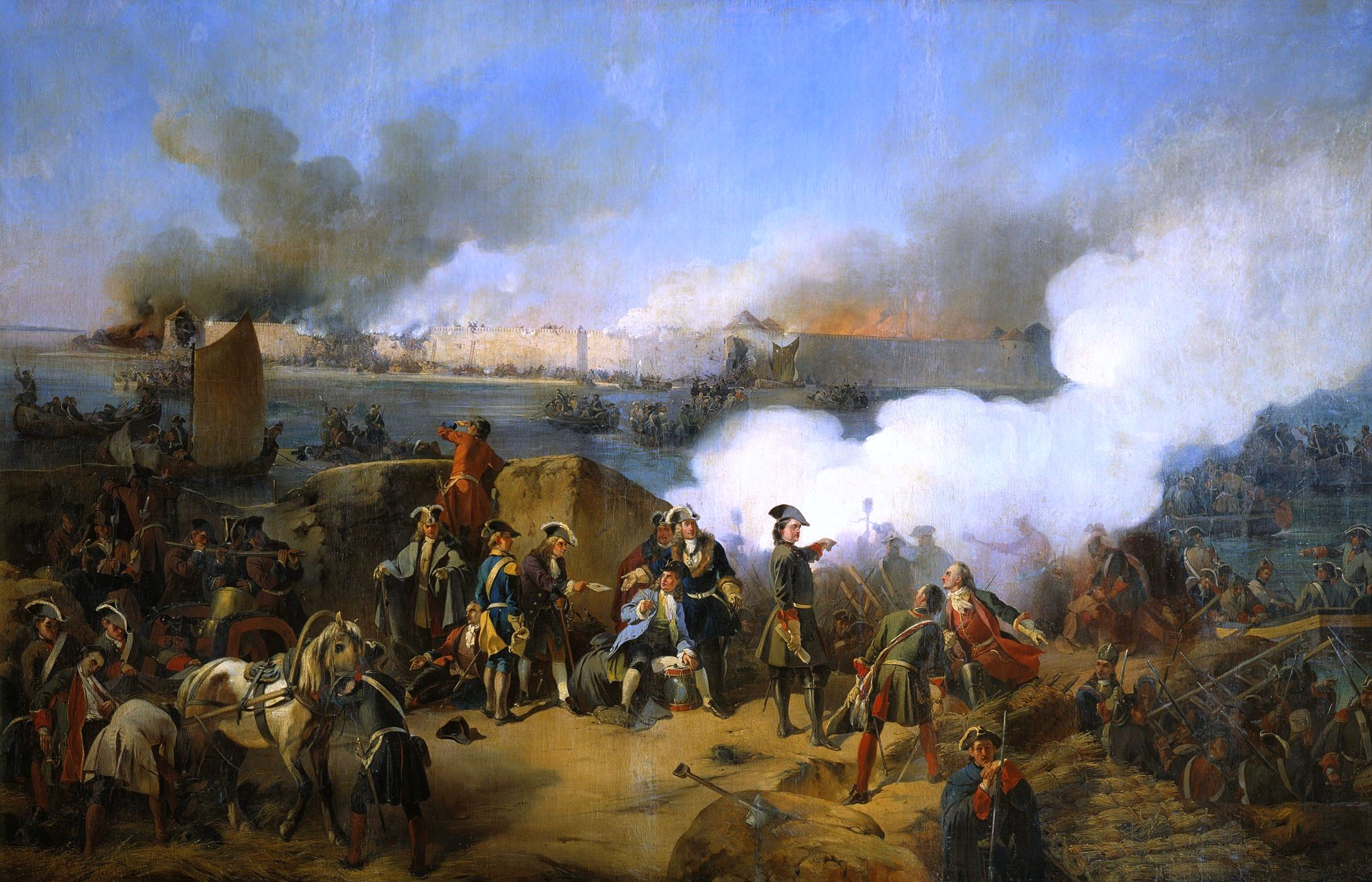
«Штурм крепости Нотебург 11 октября 1702 года». А. Е. Коцебу
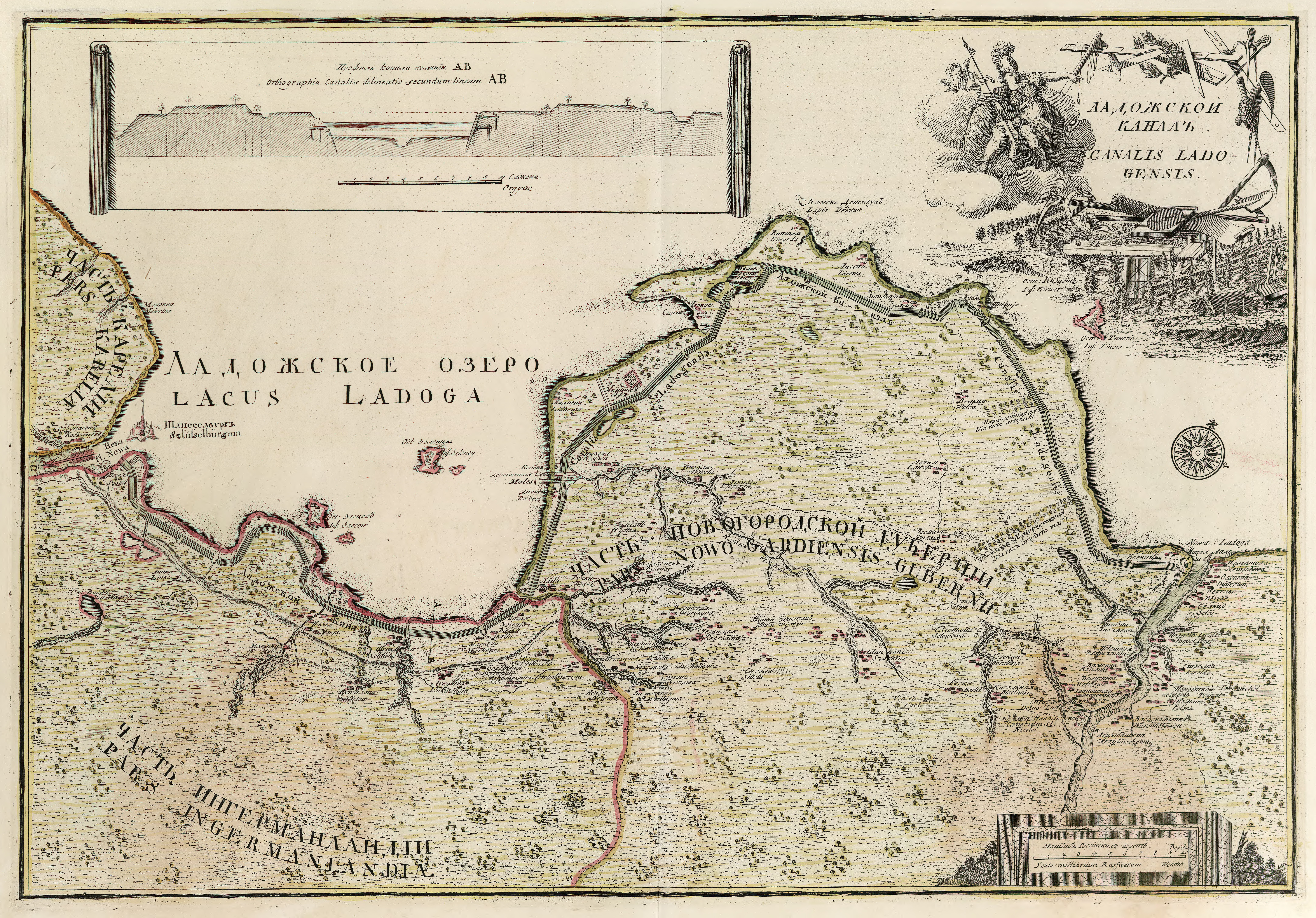
Карта канала Императора Петра Великого. 1742
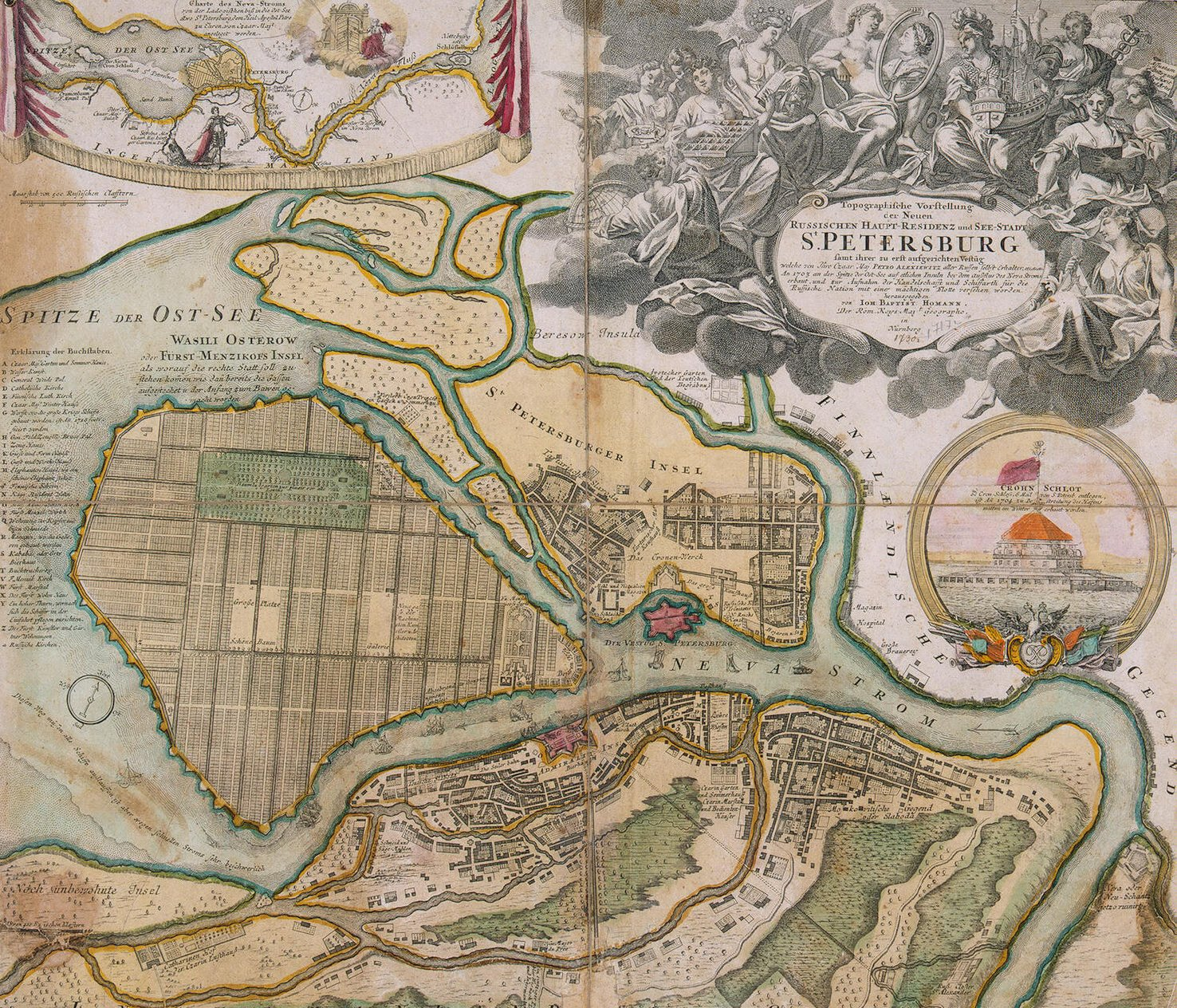
Карта Санкт-Петербурга. 1720

### Российский период
В результате Северной войны 1700—1721 годов долина реки Невы вошла в состав Российской империи. 16 (27) мая 1703 года в устье Невы неподалёку от Ниена императором Петром I был заложен город Санкт-Петербург, ставший в 1712 году столицей.
Архитекторы, строившие город, правильно оценили значение реки Невы как градоформирующего фактора. Нева стала главной архитектурной осью города. Одновременно с постройкой каналов, расчисткой и углублением рек велось сооружение набережных. Забивка свай в воду и подсыпка берегов землёй приводила к сокращению ширины рек и каналов, берега рек выравнивались и спрямлялись. Большей частью современный берег продвинулся в сторону реки: у Летнего сада, например, на 50 м, у Зимнего дворца на 90 м, на стрелке Васильевского острова почти на 120 м, а в районе Пироговской набережной на 150—200 м. С 1715 года началось строительство первой деревянной набережной на берегу Невы между Главным Адмиралтейством и Летним садом. С начала 1760-х годов набережные стали облицовывать гранитом, построены мосты вдоль набережных через реки, впадающие в Неву: Прачечный, Верхне-Лебяжий, Эрмитажный.
В 1727 году от современной Исаакиевской площади на Васильевский остров был переброшен первый временный наплавной мост на барках через Неву — Исаакиевский мост (наводился ежегодно до 1916 года, с 1856 года на месте современного Дворцового моста). В 1803 году был наведён самый длинный (более 500 м) наплавной Троицкий мост через Неву с Петроградского острова к Летнему саду (наводился ежегодно до 1903 года). Первый постоянный мост через Неву — Благовещенский, был открыт в 1850 году. Второй постоянный мост через Неву — Литейный, вступил в строй в 1879 году.
В 1846 году начато строительство водопровода в Московской и Литейной частях. В 1858 году создано «Акционерное общество Санкт-Петербургских водопроводов», которое построило первую водопроводную сеть в Санкт-Петербурге. В 1911 году принята в эксплуатацию фильтроозоновая станция, на которой впервые применена двухступенчатая система очистки воды. С 1866 года Городская Дума рассматривала различные устройства системы канализации, однако ни один из них не был осуществлён. С 1920-х годов началось строительство канализационных сетей в центре Ленинграда, а также на бывших рабочих окраинах. К 1941 году общая протяжённость сети канализации составила 1130 км.
В 1884 году был основан населённый пункт, как рабочий посёлок Шлиссельбургского порохового завода (с 1922 года — посёлок имени Морозова). В конце XIX века возник населённый пункт, как сезонный посёлок рабочих кирпичного завода (с 1922 года — посёлок имени Свердлова). В конце XIX — начале XX века при карьерах и кирпичном производстве, при впадении реки Мга в Неву, возник посёлок Павлово. В 1911 году при лесопильном заводе и бумажной фабрике российско-финляндского АО «Дубровка» на правом берегу Невы возник посёлок Дубровка (с 1927 года — посёлок городского типа).

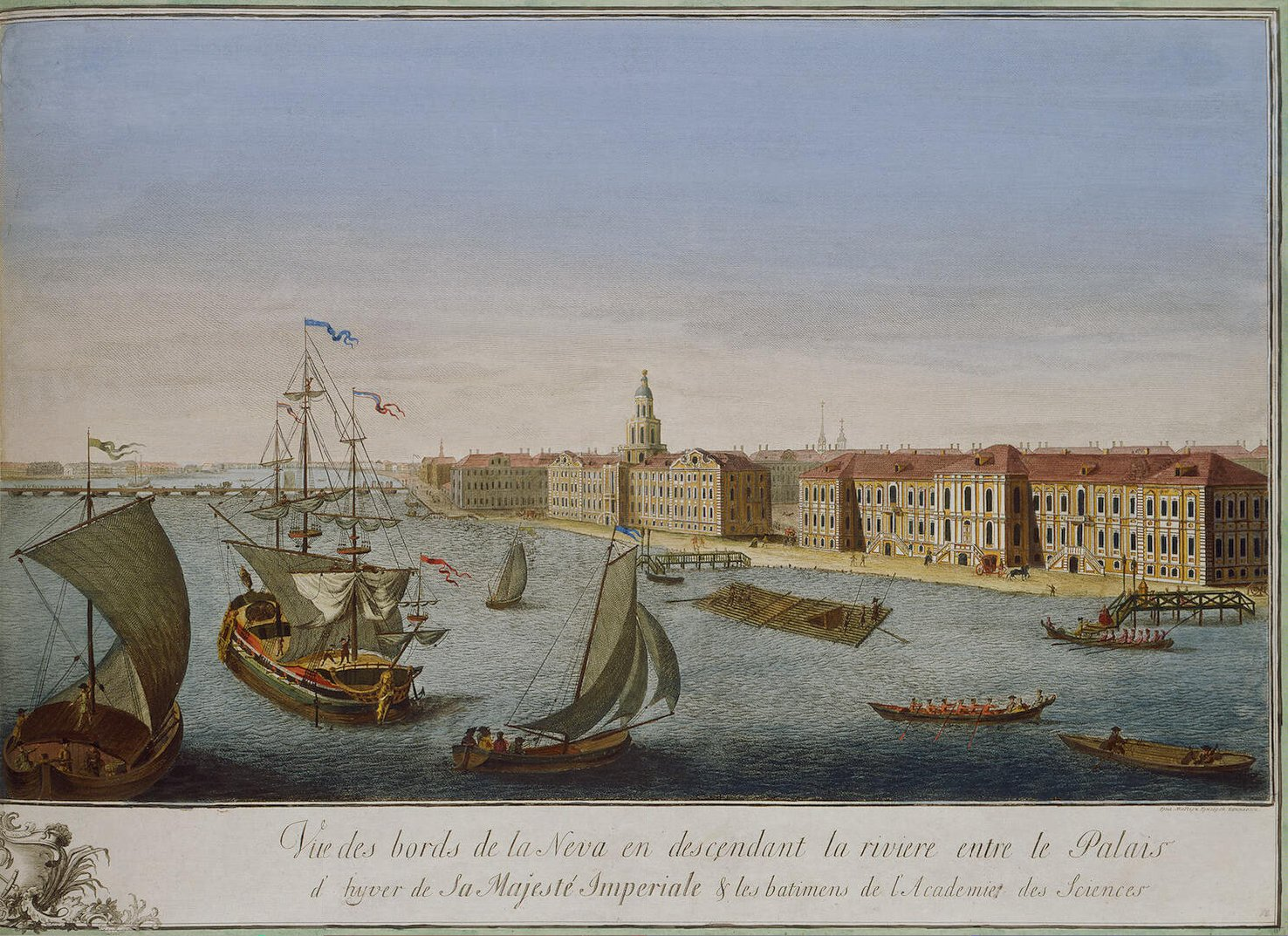
«Проспект вниз по Неве-реке между Зимним дворцом и Академией наук». Гравюра Г. А. Качалова и Е. Г. Виноградова. 1753
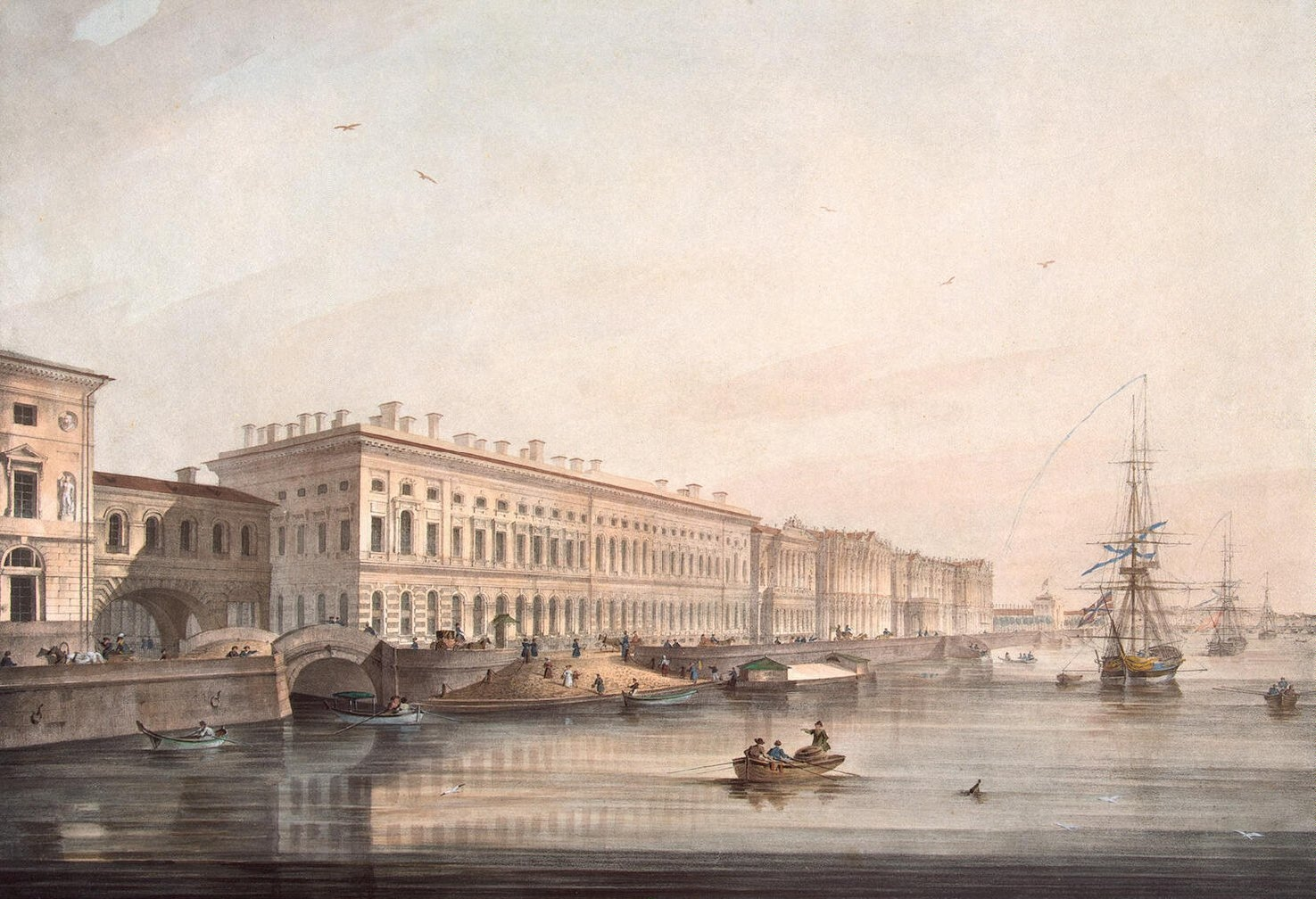
Вид Дворцовой набережной. Карл Беггров. 1826
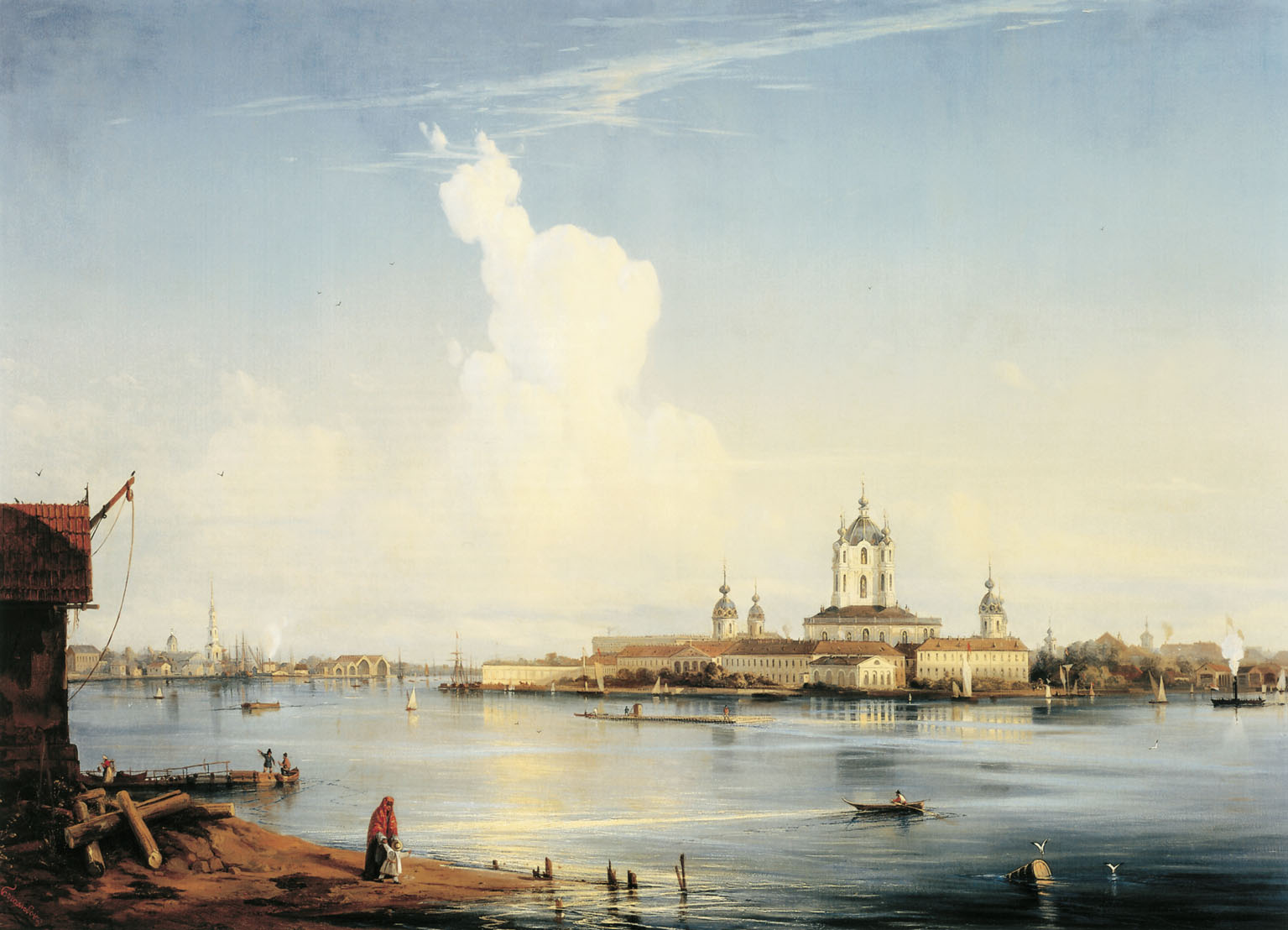
Вид на Смольный монастырь с Большой Охты. 1851
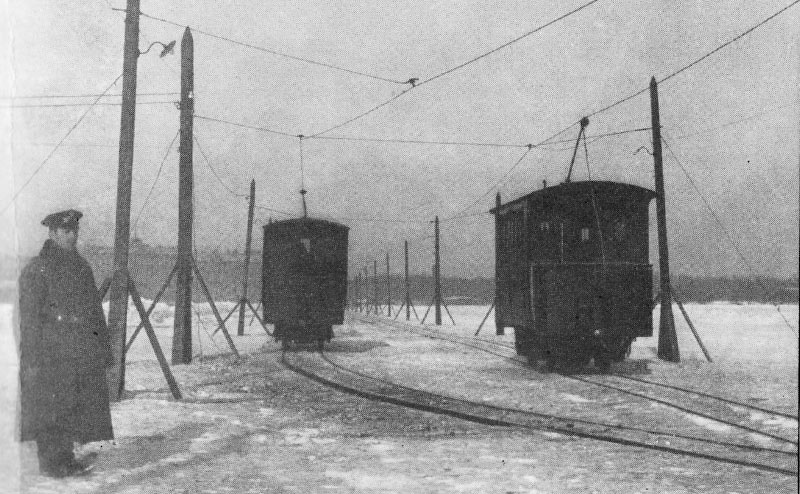
Трамвайный путь, проложенный по льду Невы. 1900-е

С 1895 по 1910 год каждую зиму в Санкт-Петербурге по льду Невы прокладывались линии электрического трамвая (вначале — 3, впоследствии — 4), соединявшие Сенатскую площадь и Васильевский остров, Дворцовую и Мытнинскую набережные, Суворовскую площадь с Выборгской и Петербургской сторонами.

### Советский период
В 1929 году на левом берегу Невы был основан посёлок Невдубстрой при строительстве ГРЭС, по названию ближайшей деревни Невская Дубровка (с 1953 года — город Кировск).
В 1936 году открыт первый железобетонный мост через Неву — Володарский мост.
С 8 сентября 1941 года по 27 января 1944 года в ходе Великой Отечественной войны Ленинград находился в фашистской Блокаде. 29 августа 1941 немецко-фашистские части дошли до окраин Колпино. 30 августа вражеские войска, обходившие Ленинград с юго-востока, захватили Мгу и вышли к Неве. 8 сентября немецко-фашистские войска овладели Шлиссельбургом. Были перерезаны все сухопутные коммуникации Ленинграда и водные пути по Неве. Линия фронта проходила по реке Неве от Шлиссельбурга до устья реки Тосны. На левом берегу реки стояли немецкие войска, на правом — Красная армия. В ночь с 19 на 20 сентября на левом берегу советскими войсками был захвачен плацдарм около деревни Арбузово, названный «Невский пятачок». Он удерживался до апреля 1942 года. С сентября 1942 и до прорыва Блокады этот плацдарм удерживался частями Ленинградского фронта. Около 500 дней гарнизон крепости Орешек силами балтийских моряков удерживал эту позицию у выхода в Ладожское озеро. В январе 1943 года начался прорыв Блокады Ленинграда, освобождён Шлиссельбург. 27 января 1944 года на берегах Невы прогремел 24-залповый артиллерийский салют из 324 орудий, возвестивший об окончательной ликвидации вражеской блокады Ленинграда.
В 1970 году выше Володарского моста введён в строй Речной вокзал. Предназначен для пассажирских перевозок, причальный фронт способен принимать 10 крупных судов.
24 октября 1970 года на левом берегу Невы, из слияния посёлков Усть-Тосно, Ивановское и Отрадное образован город Отрадное.
В 1978 году введена в строй Красносельская станция аэрации, в 1979—1983 годах — очистные сооружения на острове Белый, в 1987—1994 годах — очистные сооружения в Ольгино.

### Современный период
В 2003—2005 годах были построены Юго-Западные очистные сооружения (ЮЗОС).
15 декабря 2004 года открыта первая очередь нового моста через Неву на КАД — первого неразводного вантового Большого Обуховского моста. До этого момента, во время навигации, в ночное время при разводке мостов, движение между берегами Невы прекращалось. 19 октября 2007 года был торжественно открыт «мост-близнец» — вторая очередь моста, и с января 2008 года было организовано движение по мосту.
12 июня 2006 года на Неве напротив Стрелки Васильевского острова открыт плавучий фонтан, который в настоящее время не действует.

## Хозяйственное использование
Река судоходна, поскольку широких отмелей и кос на Неве нигде нет, а берега почти всюду приглубые, что позволяет судам подходить к ним вплотную, за исключением немногих мест. В конце XIX века была устроена Уткина Заводь для отстоя судов на реке. Является крупной водной магистралью, входящей в состав Волго-Балтийского водного пути и Беломорско-Балтийского канала. В связи с неудовлетворительной пропускной способностью Невы, сильно ограниченной сводящимися днём мостами, неоднократно поднимался вопрос о строительстве канала — дублёра Невы, начиная с XVII века. Нева доступна для судов грузоподъёмностью около 5000 т, грузы перевозятся без перевалки. Важнейшие грузы: с Кольского полуострова хибинский апатит, апатитовый концентрат, карельские гранит и диабаз в разные районы страны; лес и пиломатериалы из Архангельской и Вологодской областей в Прибалтику, Санкт-Петербург и на экспорт; чёрный металл из Череповца, донецкий и кузнецкий уголь, уральский серный колчедан, соликамские калийные соли — для Северо-запада, Прибалтики и на экспорт; зерно. В танкерах с Волги идут нефтегрузы для Северо-запада, Прибалтики и на экспорт. Через Неву поступают импортные грузы для разных районов страны.
В пассажирском движении значительно число туристских теплоходов.
Большое количество судов перевозят пассажиров по туристическим маршрутам в дельте Невы, Ространснадзор оценивал их количество примерно в 400 катеров и теплоходов в навигацию 2010 года.
Большая часть маршрутов этого флота проходит через Неву.
Особенностью судоходства туристических корабликов и прочих катеров является запрет находиться в акватории Невы во время прохода по ней больших судов, но этот запрет часто нарушается.
Кроме внутренних маршрутов существуют многодневные речные круизы из Санкт-Петербурга в Москву, Астрахань, Ростов-на-Дону, Пермь, Нижний Новгород, остров Валаам и другие порты.
Судоходный сезон на Неве длится примерно с конца апреля по ноябрь.
С навигации 2010 года до 2015 года по Неве курсировали водные маршрутные такси. По реке были проложены 2 линии: Приморская (с остановками Адмиралтейская набережная, Кронверкская набережная, Летний сад, Площадь Ленина, набережная Робеспьера, Свердловская набережная, Смольная набережная, Синопская набережная) и Центральная (с остановками Площадь Ленина, Петроградская набережная, Выборгская набережная, станция метро Чёрная речка, Приморский проспект). В 2011 году был открыт маршрут от Синопской набережной до Рыбацкого.
К западу от Шлиссельбурга под Невой проложен магистральный нефтепровод, являющийся частью Балтийской трубопроводной системы, по которой обеспечивается транспортировка нефти из Тимано-Печорской нефтяной провинции, Западной Сибири, Урало-Поволжья и Казахстана через порт Приморск на Финском заливе. 774-метровый подземный трубопровод залегает на глубине от 7 до 9 метров ниже уровня речного дна. По нему прокачивается до 42 млн тонн нефти в год.
Рядом с Ладожским мостом проложен подводный тоннель для газопровода «Северный поток». Диаметр тоннеля составляет 2 метра, длина — 750 метров, максимальная глубина — 25 метров. Внутри тоннеля проложена труба диаметром почти в 1,5 метра.
Основным источником водоснабжения Санкт-Петербурга и пригородов является река Нева. Из неё забирается более 96 % воды, которая проходит обработку на 5 наиболее крупных водопроводных станциях: Главная водопроводная станция, Северная водопроводная станция, Южная водопроводная станция, Волковская водопроводная станция, Водопроводные очистные сооружений города Колпино. С 26 июня 2009 года Санкт-Петербург стал первым мегаполисом, в котором вся питьевая вода проходит обработку ультрафиолетом и который полностью отказался от использования жидкого хлора для обеззараживания воды.
На Неве развито рыболовство. Наибольшее промысловое значение имеет корюшка, которая поднимается из Финского залива вверх по Неве для нереста, и в меньшей степени сиги, лещ, окунь, минога. Объектами любительского лова являются голавль, язь, плотва, щука, ёрш, судак, угорь.

## Достопримечательности

### Мосты через Неву
- Ленинградская область
  - Ладожский мост (1981, архитектор Ю. И. Синица, инженеры А. И. Кецлах и О. Ю. Русинов) — разводной многопролётный металлический мост на каменных опорах, на 44-м км автодороги Санкт-Петербург—Мурманск (федеральная трасса «Кола»).
  - Кузьминский железнодорожный мост (1940) — разводной железнодорожный трёхпролётный мост.
- Санкт-Петербург
  - Большой Обуховский мост (2004) — вантовый, неразводной мост. Соединяет проспект Обуховской Обороны и Октябрьскую набережную на трассе КАД.
  - Володарский мост (1936, инженеры Г. П. Передерий, В. И. Крыжановский, архитекторы А. С. Никольский, К. М. Дмитриев) — опорный, разводной железобетонный мост в духе конструктивизма. Соединяет Народную и Ивановскую улицы.
  - Финляндский железнодорожный мост (1912, инженеры Н. А. Белелюбский, Г. Г. Кривошеин, И. Г. Александров, архитектор В. П. Апышков) — разводной, металлический, двухпутный железнодорожный мост на Финляндской соединительной железнодорожной ветке.
- Санкт-Петербург, дельта Невы
  - Мост Александра Невского (1965, инженеры А. С. Евдонин, К. П. Колчков, Г. М. Степанов, архитекторы А. В. Жук, Ю. И. Синица) — разводной семипролётный железобетонный мост. Соединяет площадь Александра Невского и Заневский проспект.
  - Большеохтинский мост (бывший мост Петра Великого; 1911, инженеры Г. Г. Кривошеин, В. П. Апышков, С. П. Бобровский, П. М. Шелоумов, Г. П. Передерий) — разводной, трёхпролётный, металлический мост. Соединяет исторический центр города (по трассе Тульской улицы) с районом Малая Охта (Красногвардейская площадь).
  - Литейный мост (бывший мост Александра II; 1879, инженеры А. Е. Струве и А. А. Вейс) — разводной шестипролётный арочный, пролётные строения металлические клёпаные, поворотный разводной пролёт у левого берега. Соединяет Литейный проспект с улицей Академика Лебедева на Выборгской стороне.
  - Троицкий мост (бывший Кировский мост; 1903, инженеры В. Шамброльи, Р. Патульяр) — разводной пятипролётный металлический мост, разводной подъёмный пролёт у левого берега. Соединяет Суворовскую площадь с Троицкой площадью и Каменноостровским проспектом на Петроградской стороне.
  - Дворцовый мост (1916, инженер А. П. Пшеницкий, архитектор Р. Ф. Мельцер) — разводной пятипролётный чугунный мост, разведённый двукрылый центральный пролёт моста — один из символов города. Соединяет Дворцовый проезд и Невский проспект с Биржевой площадью на Васильевском острове.
  - Благовещенский мост (бывший мост Лейтенанта Шмидта; 1850, инженер С. В. Кербедз, Дж. Уистлер, архитектор А. П. Брюллов) — разводной семипролётный чугунный мост, разводной пролёт в центре. Соединяет площадь Труда с 7-й линией Васильевского острова[11].

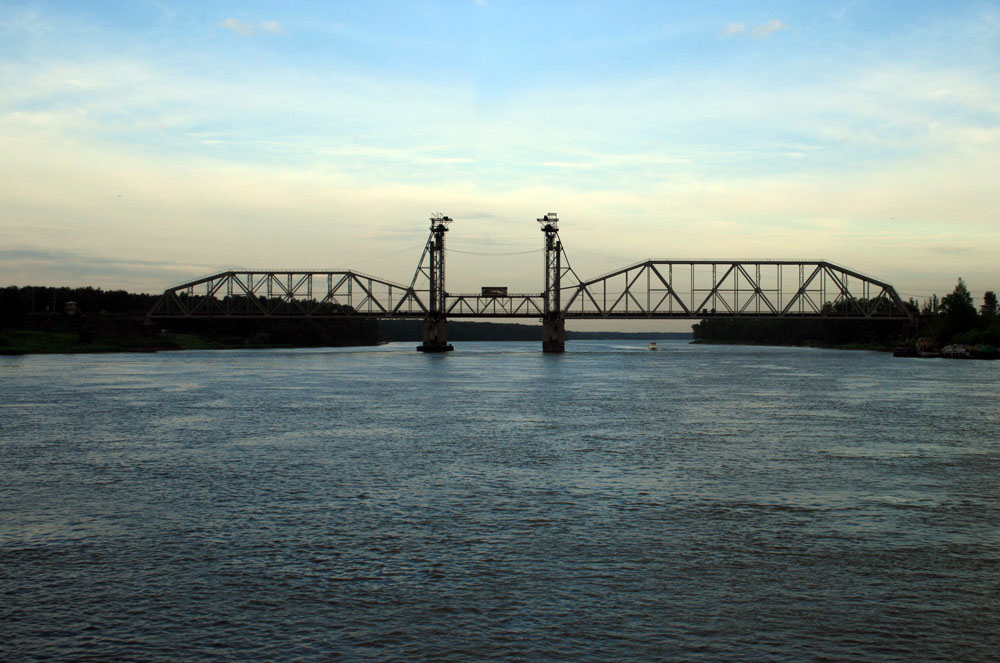
Кузьминский железнодорожный мост
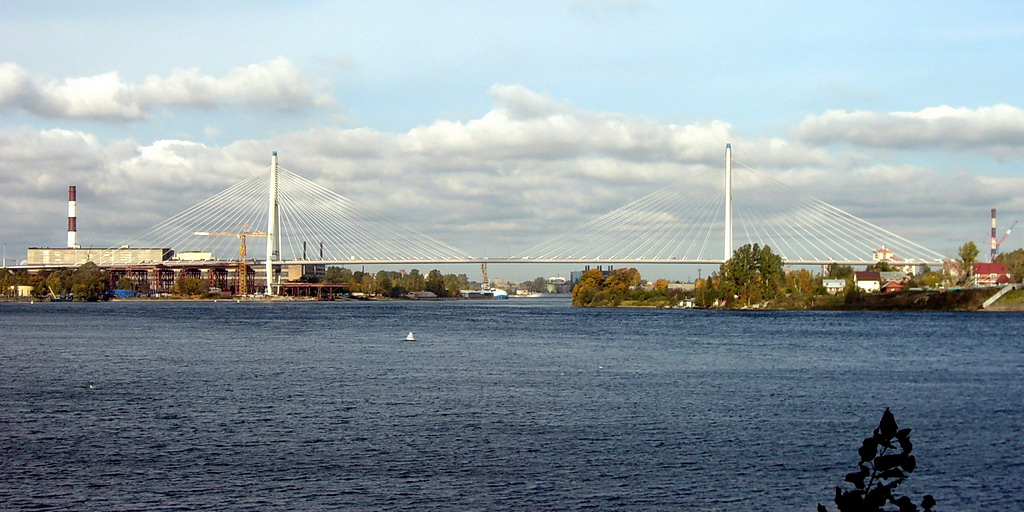
Большой Обуховский мост
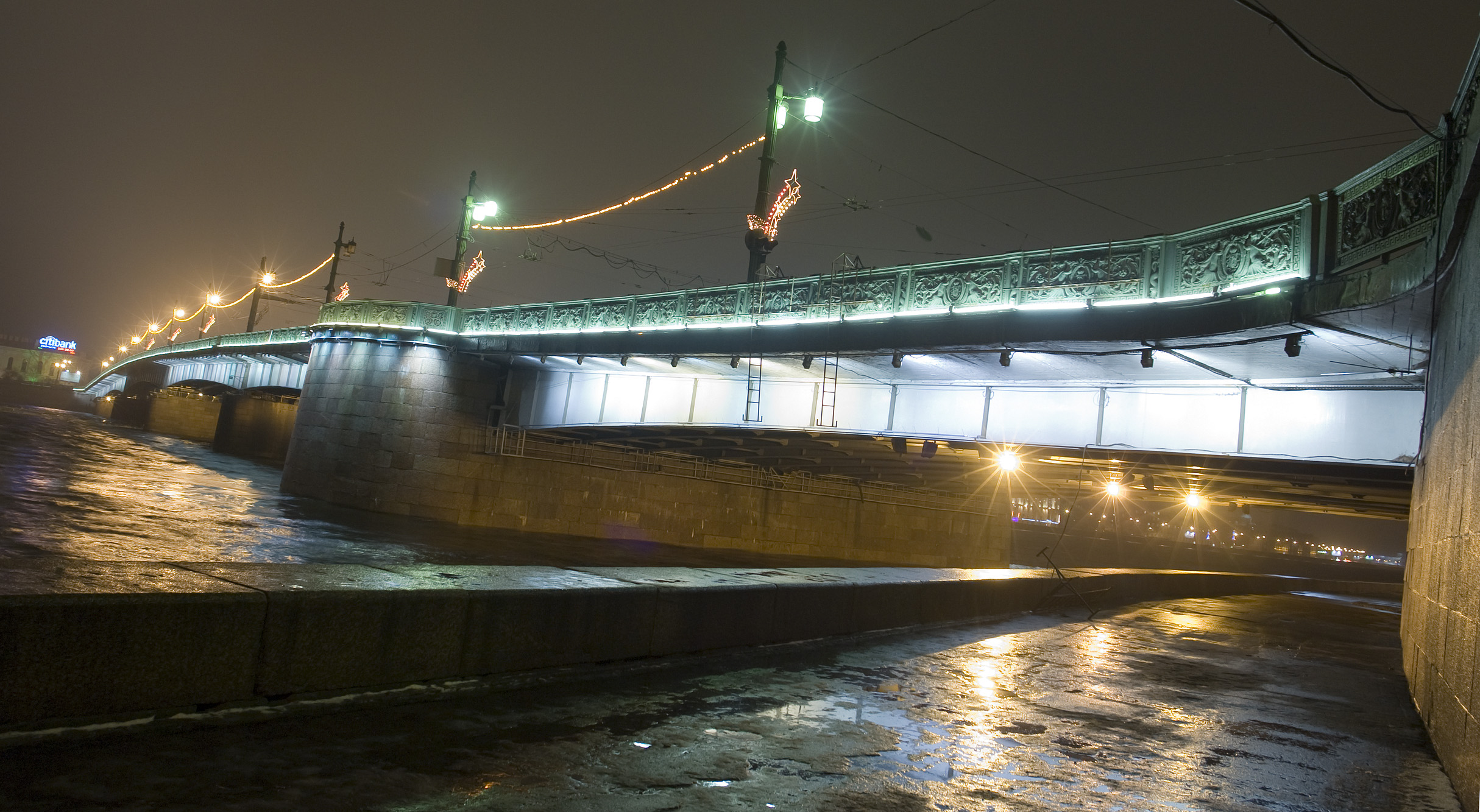
Литейный мост
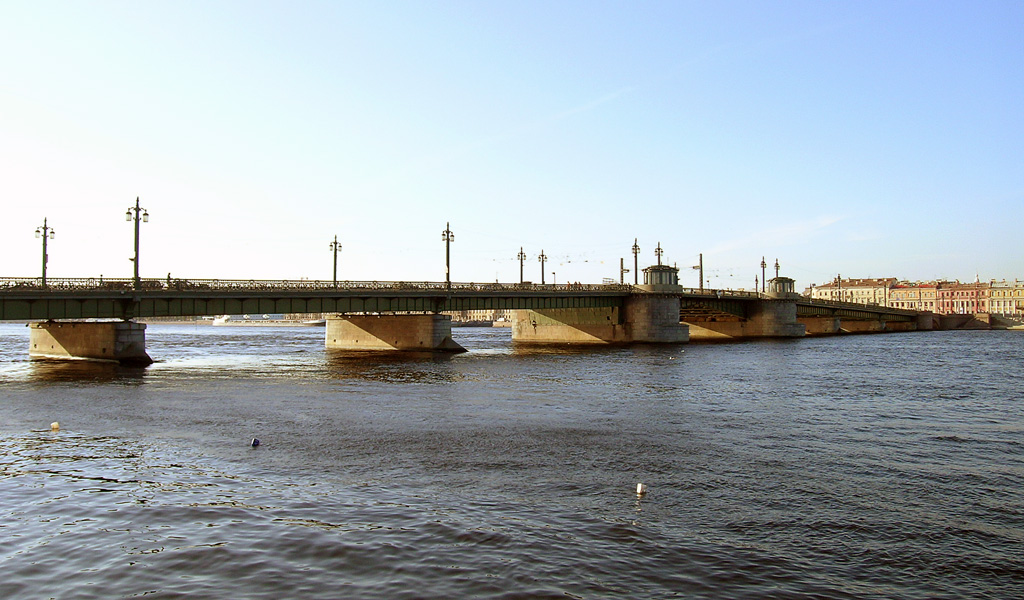
Благовещенский мост

### Набережные и причалы на Неве
В 2002 протяжённость набережных в черте Санкт-Петербурга около 154 км (с пригородами около 170 км). Длина морской береговой линии в пределах современной городской территории около 35 км.
- Набережные Невы по правому берегу: Октябрьская набережная, Малоохтинский проспект, Свердловская набережная, Арсенальная набережная, Пироговская набережная, Выборгская набережная, Ушаковская набережная, Приморский проспект.
- Набережные Невы по левому берегу: Рыбацкий проспект, проспект Обуховской Обороны, Синопская набережная, Смольная набережная, Воскресенская набережная, набережная Кутузова, Дворцовая набережная, Адмиралтейская набережная, Английская набережная[52].
- Речной вокзал (1970, архитекторы И. Н. Кусков, В. В. Попов) — комплекс зданий и сооружений выше Володарского моста: причальная стенка для туристского флота, причал для комплексного обслуживания флота, причал острова Валаам. Снесён в мае 2012 ради постройки жилого здания.
- Морская пассажирская пристань (у Тучкова моста)
- Пристани для экскурсионно-прогулочных маршрутов внутри города: у Летнего Сада, на Дворцовой набережной около Зимней канавки, Комендантский причал Петропавловской крепости, на Университетской набережной у нижнего устоя Дворцового моста, на Адмиралтейской набережной у Дворцового моста («спуск со львами»), на Университетской набережной у Кунсткамеры, на Адмиралтейской набережной у «Медного всадника», набережная Макарова, 28[53].
- Пристани за пределами Санкт-Петербурга: Петрокрепость в Шлиссельбурге, на острове Ореховый, Морозовка, Кировск, Красная Звезда, Ижоры в Усть-Ижоре.

### Другие достопримечательности по берегам Невы

#### В Ленинградской области
- Крепость Орешек (1323) — древнерусская крепость, расположена на острове Ореховый в истоке Невы, на юго-западе бухты Петрокрепость, рядом с городом Шлиссельбург.
- «Переправа» (1970, архитектор Л. М. Дрекслер, инженер Е. Н. Луцко) — мемориал воинам-понтонёрам на правом берегу близ посёлка имени Морозова[54].
- Церковь Святых апостолов Петра и Павла — действующий православный деревянный храм в посёлке имени Морозова.
- Староладожский канал (первая половины XVIII века) — водный транспортный путь вдоль берега Ладожского озера, соединяющий реки Волхов и Нева. Сохранились уникальные инженерные сооружения — четырёхкамерный гранитный шлюз (1836) и мост на колоннах (1832).
- Памятник Петру I (архитектор М. М. Антокольский) — памятник на пристани в Шлиссельбурге.
- Благовещенский собор (1764—1795) — православный храм в Шлиссельбурге.
- Никольская церковь (1739, Шлиссельбург, Красная площадь, 2) — действующий православный храм в Шлиссельбурге.
- Музей-диорама «Прорыв блокады Ленинграда» (1985, художники Ю. Н. Гариков, Л. В. Кабачек, Б. В. Котик, Н. М. Кутузов, Г. К. Молтеннинов, Ф. В. Савостьянов, В. И. Селезнев) — в левобережном пандусе Ладожского моста. Живописное полотно рассказывает о семидневных боях операции «Искра» в январе 1943 года. Перед диорамой открытая экспозиция боевой техники периода Великой Отечественной войны.
- Памятник-танк (1967, архитектор А. К. Комалдинов) — часть мемориального комплекса «Прорыв», на левом берегу у Ладожского моста[54].
- «Невский пятачок» — мемориальный комплекс в 3 км от деревни Марьино, на южной окраине Кировска: обелиск (1955, архитектор А. И. Лавиров, скульптор Г. П. Якимова), памятник-куб «Рубежный камень» (1971, архитекторы О. С. Романов, М. Л. Хидекель, скульптор Э. Х. Насибулин), памятник-танк (архитектор А. К. Комалдинов), памятник-пушка[54].
- Церковь Усекновения главы св. Иоанна Предтечи (Кировск, улица Набережная, 6а) — действующий православный храм в городе Кировске.
- Церковь во имя иконы Божией Матери «Взыскание погибших» (2009, архитектор Владислав Михалин) — действующий православный храм в неорусском стиле в посёлке Дубровка[55].
- Церковь Святого Иоанна Милостивого (Отрадное, ул. Ленина, 12) — действующий православный храм в городе Отрадное.
- «Безымянная высота» (1968, архитектор Л. И. Копыловский, скульпторы В. Г. Козенюк, Е. И. Ротанов, Г. Д. Ястребенецкий) — монумент на правом берегу близ деревни Большие Пороги[54].
- «Невский порог» — мемориальный комплекс на левом берегу при впадении реки Тосны: монумент (1967, архитекторы В. А. Петров, Ф. К. Романовский, скульптор А. Г. Дема), обелиск (1944, архитекторы К. Л. Иогансен и В. А. Петров)[54].
- Церковь во имя Покрова Пресвятой Богородицы (2007, архитектор А. В. Ополовников, Невский лесопарк) — деревянный храм, созданный по обмерам Покровской церкви Вытегорского погоста, памятника русского деревянного зодчества XVIII века[56].
- Усадьба «Богословка» (1830-е, Невский лесопарк) — усадьба С. С. Зиновьева. Сохранились фрагменты парка, фундаменты усадебных построек.
- Никольская церковь (1897, посёлок имени Свердлова) — перестроена из здания усадьбы.
- Кирха (1820, посёлок Новосаратовка) — теперь находится лютеранская семинария.

#### В Санкт-Петербурге

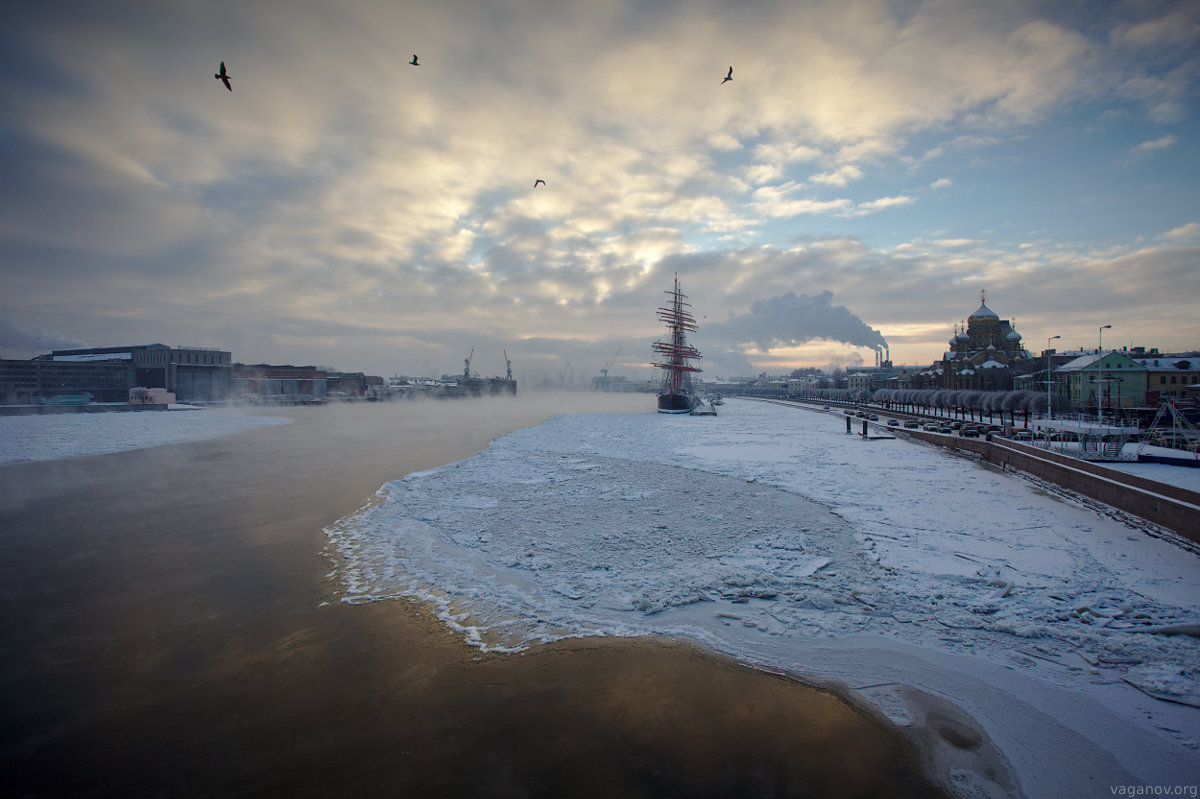
Закат над покрытой льдом Невой (центр Санкт-Петербурга)

- Музей-диорама «Невская битва 1240 года» (2009, художник И. С. Жебровский, Усть-Ижора) — диорама Невской битвы в реальную величину.
- Церковь Князя Александра Невского (1799, архитекторы В. И. и П. В. Нееловы, Усть-Ижора, проспект 9 Января, 217) — действующий православный храм в классическом стиле.
- Церковь Пресвятой Троицы (Октябрьская набережная, 18) — храм Киновии Александро-Невской лавры.
- Александро-Невская лавра (1713) — мужской православный монастырь, комплекс сооружений в стиле барокко XVIII века.
- Площадь Александра Невского — Музей городской скульптуры, гостиница «Москва», памятник Александру Невскому (2002, скульптор Козенюк).
- Церковь Успения Пресвятой Богородицы (Малоохтинский проспект).
- Ниеншанц (XIV—XVIII) — археологический памятник в устье реки Охты.
- Смольный (1806, архитектор Дж. Кваренги).
- Смольный монастырь (1744, архитектор Ф. Б. Растрелли) — бывший женский монастырь со Смольным собором.
- Дача Безбородко (1784, архитекторы Дж. Кваренги, Н. А. Львов, Свердловская набережная, 40) — усадьба со знаменитой «львиной» оградой.
- Кресты (1868, архитектор В. П. Львов) — тюрьма, следственный изолятор № 1.
- Музейный комплекс «Вселенная Воды».
- Площадь Ленина — памятник В. И. Ленину на броневике (1926, скульптор С. А. Евсеев, архитекторы В. А. Щуко, В. Г. Гельфрих), Финляндский вокзал (1960, архитекторы П. А. Ашастин, Н. В. Баранов, Я. Н. Лукин, инженер И. А. Рыбин), «Поющие фонтаны».
- Крейсер Аврора — крейсер 1-го ранга Балтийского флота, известный своей ролью в Октябрьской революции 1917 года.
- Домик Петра I (1703) — небольшой деревянный домик, летнее жилище царя.
- Летний сад (1704) — памятник садово-паркового искусства XVIII века.
- Марсово поле — памятник «Борцам революции» (1933, архитектора Л. В. Руднев с вечным огнём).
- Суворовская площадь — с памятником А. В. Суворову (1801, скульптор М. И. Козловский).
- Троицкая площадь — установлен Соловецкий камень.
- Петропавловская крепость — крепость в Санкт-Петербурге на Заячьем острове, заложенная 16 (27) мая 1703. Петропавловский собор, Великокняжеская усыпальница, Санкт-Петербургский монетный двор.
- Мраморный дворец (1785, архитектор А. Ринальди) — филиал Русского музея.
- Эрмитаж — крупнейший в России и один из крупнейших в мире художественных и культурно-исторических музеев.
- Фонтан на Неве (2006).
- Стрелка Васильевского острова — Здание биржи (1816, архитектор Ж. Тома де Томон), Ростральные колонны.
- Адмиралтейство (1823, архитектор А. Д. Захаров) — кораблик на шпиле — один из символов города.
- Зоологический музей (1832, архитектор И. Ф. Лукини) — старейший зоологический музей на территории России.
- Кунсткамера (1758, архитектор С. И. Чевакинский) — кабинет редкостей, музей антропологии и этнографии имени Петра Великого Российской академии наук, — первый музей России.
- Памятник М. В. Ломоносову.
- Университет — в здании Двенадцати Коллегий (1742, Д. Трезини).
- Меншиковский дворец (1721, архитектор Дж. М. Фонтана, Г.-И. Шедель) — первое каменное здание Санкт-Петербурга.
- Сенатская площадь — Исаакиевский собор (1858, архитектор Огюст Монферран), Здание Сената и Синода (1834, архитектор Карл Росси), Медный всадник (1770, скульптор Э. Фальконе).
- Академия художеств (1788, архитектор А. Ф. Кокоринов, Ж.-Б. Валлен-Деламот).
- Церковь Успения Пресвятой Богородицы (1900, архитектор В. А. Косяков) — подворье Козельской Введенской Оптиной пустыни.
- Горный институт (1811, архитектор А. Н. Воронихин)[57].

## Происшествия на Неве

### Авиапроисшествия
21 августа 1963 года на поверхность Невы недалеко от Финляндского железнодорожного моста из-за проблем с шасси приводнился пассажирский лайнер Ту-124. Это происшествие стало одним из немногих счастливых приводнений среди авиалайнеров, когда все пассажиры и члены экипажа остались живы.

### Водные происшествия
- 7 апреля 1907 года переполненный пассажирами пароход «Архангельск» налетел на огромную льдину, накренился, затем перевернулся и буквально за минуту затонул, унеся с собой жизни 39 человек[59].
- В мае 1983 года теплоход «Волго-Балт-136» врезался в правый волнорез Литейного моста носовой частью. Серьёзных последствий столкновение не имело[60].
- В августе 1993 года в Неве затонул сейнер «Комсомолец Татарии», пытавшийся опередить нефтеналивной танкер «Волгонефть-267» и затонувший из-за течи, появившейся от нескольких столкновений (с танкером и опорой Финляндского железнодорожного моста)[60].
- 16 августа 2002 года сухогруз «Каунас» затонул в Неве, врезавшись в опору Литейного моста[60][61].
- В 2005 году в бык Троицкого моста врезался танкер «Иркутск»[60].
- В 2010 году в опору Володарского моста врезался сухогруз «Глория»[60].
- В июле 2018 года в опору Благовещенского моста врезался один из принимавших участие в параде ВМФ десантных катеров проекта «Серна»[60].